# チャーンパーネール

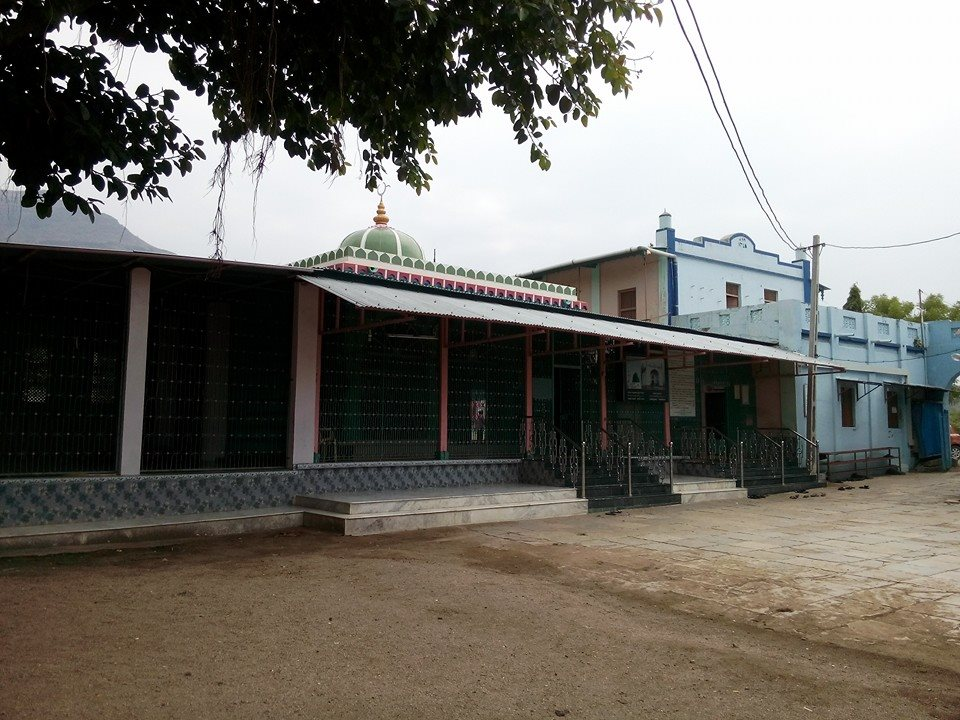
サイイド・フーンドミールの墓廟

チャーンパーネール（グジャラート語：ચાંપાનેર, ヒンディー語：चांपानेर/चंपानेर, 英語：Champaner）は、インドのグジャラート州、パーンチマハル県の都市。ヒンディー語ではチャンパーネールとなる場合もある。別名ムハンマダーバードと呼ばれる。

## 歴史

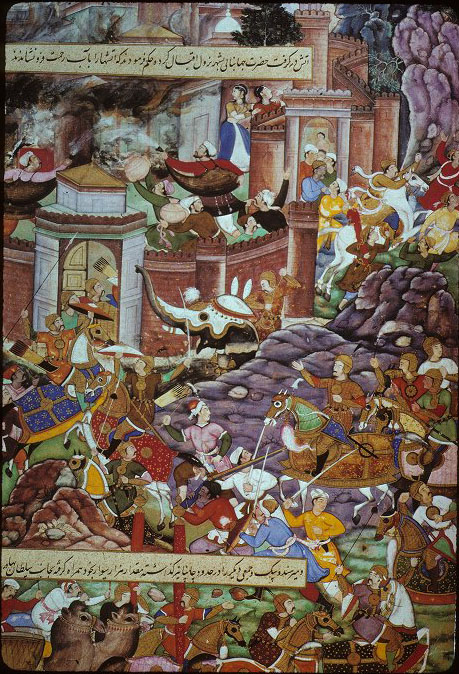
チャーンパーネールを攻撃するムガル帝国軍

8世紀、ヒンドゥーの王ヴァンラージ・チャーヴラーがその武将チャーンパー（チャーンパーラージ）にちなんで命名した。
15世紀後半まで、チャーンパーネールはパーヴァーガドのラージプートの支配下にあった。
1484年12月、グジャラート・スルターン朝の君主マフムード・シャー1世の攻撃により、チャーンパーネールの城は陥落した。
1535年、ムガル帝国の皇帝フマーユーンはバハードゥル・シャーを撃破したのち、チャーンパーネールの城塞を攻略し、莫大な財宝を得た。
現在、チャーンパーネールはパーヴァーガドとともにチャーンパーネール・パーヴァーガド遺跡公園を構成している。

## 地理
- ヴァドーダラーから47キロメートル